# Krakowski Teatr Scena STU
Krakowski Teatr Scena STU (Scena STU) – krakowski teatr, działający od lipca 1997 roku, będący kontynuatorem tradycji Teatru STU (Studencki Teatr Uwaga), założonego 20 lutego 1966 roku przez Krzysztofa Jasińskiego.
Krakowski Teatr Scena STU powstał z inicjatywy Krzysztofa Jasińskiego, jako instytucja mająca charakter impresaryjny, nie posiada stałego zespołu artystycznego. Mieści się w budynku przy Al. Z. Krasińskiego 16-18. Od stycznia 1999 roku jest miejską instytucją kultury, której organizatorem jest Gmina Miasta Krakowa.
W latach 70. XX w. Teatr STU zaznaczył swoją obecność w światowym ruchu kontrkultury i kontestacji wybitnymi inscenizacjami takimi jak: Spadanie, Sennik polski i Exodus. Były one prezentowane na międzynarodowych i krajowych festiwalach teatralnych. W tych propozycjach wykształciły się zręby poetyki i estetyki Teatru STU. W 1975 roku teatr otrzymał status zawodowy, stał się teatrem profesjonalnym w sensie organizacyjnym, zachował jednak niezależność i szczególny klimat teatru alternatywnego. W okresie tym powstały cieszące się ogromnym powodzeniem widowiska, takie jak Pacjenci na motywach Mistrza i Małgorzaty, Szalona lokomotywa, Donkichoteria, Ubu Król czyli Polacy, grane dla wielotysięcznej widowni pod namiotem.
Teatr znany jest również z organizowanych i emitowanych przez Telewizję Polską benefisów polskich artystów.
Z teatrem współpracowali, m.in. reżyserzy i aktorzy: Iwona Bielska, Sonia Bohosiewicz, Krzysztof Globisz, Dariusz Gnatowski, Andrzej Grabowski, Mikołaj Grabowski, Bolesław Greczyński, Olek Krupa, Zuzanna Leśniak-Goulais, Olgierd Łukaszewicz, Jan Peszek, Beata Rybotycka, Bogdan Słomiński, Jerzy Stuhr, Anna Tomaszewska, Jerzy Trela, Halina Wyrodek, Andrzej Zaucha i Jerzy Zoń, plastycy: Anna Wejman, Dorota Ogonowska, Jan Sawka i Eugeniusz Get-Stankiewicz, kompozytorzy: Marek Grechuta, Janusz Grzywacz, Jan Kanty Pawluśkiewicz, Janusz Stokłosa i Krzysztof Szwajgier oraz poeta Leszek Aleksander Moczulski i kierownik literacki Edward Chudziński. 